# 蕭明華
蕭明華（1922年8月—1950年11月8日），廣東省潮陽人， 北平師範大學畢業，受臺靜農之邀1948年至台灣省立師範學院國文學系任教，蕭明華與化名于非的朱芳春在台進行諜報活動遭當局偵破，1950年11月8日槍決於馬場町。

## 生平
蕭明華，祖籍廣東潮陽，1922年生於浙江省嘉興縣，小學畢業後考入河南省立開封師範學院，抗戰爆發後，舉家遷往重慶，蕭明華考入重慶師範學院，1941年自重慶師範學院畢業，當時正推廣國語注音符號教育，蕭明華參與師資培訓，在重慶師院附小擔任教師，1943年蕭明華繼續深造，考入白沙國立女子師範學院。
白沙國立女子師範學院是戰時重要的師範院校，許多國內知名教授一時雲集於此，如許壽裳、臺靜農、李霽野、魏建功等，此時期蕭明華認識了朱芳春教授，他是蕭明華三哥的老師，抗戰時曾經在多所院校擔任教師及教務主任，朱芳春早年即加入中國共產黨，是蕭明華三哥蕭明柱的老師，透過影響力，蕭明華逐漸左傾。
抗戰結束後朱芳春任教於北平師範學院，當時蕭明華的三哥蕭明柱也在北平首都鋼鐵廠任總會計師，蕭明華也於此時進入北平師範學院就讀。
隨著戰後國共談判日趨激化，1946年底發生沈崇案，各地學潮不斷，國府聲望一落千丈，國共內戰爆發後，反內戰、反飢餓、反迫害的遊行更是在各地蔓延，1947年7月，朱芳春在中共敵工部運作下策反北平當地駐軍被傅作義發覺遭到通緝，朱芳春化名非繼續地下工作，1947年9月，蕭明華由朱芳春引薦正式加入中國共產黨，負責地下情報工作，1948年蕭明華畢業，臺靜農數度來信期望她赴台任教，順理成章的促成蕭明華潛伏台灣進行諜報活動，蕭明華赴台後沒有進入台灣大學任教而選擇了台灣省立師範學院，並在國語日報社兼職，非也透過關係進入國語日報社任副總編輯，與蕭明華假扮夫妻，初期以讀書會的形式發展組織，糾集親共青年，成立「臺灣青年解放同盟」和「新民主主義青年團」。
1949年6月非回北平述職，中共中央社會部指示，必須不惜代價獲取軍事情報及進行策反工作，停止讀書會，將組織轉為地下改稱對台工作小組，蕭明華負責情報蒐集、保管、密寫工作。然而，朱芳春過去在天津的活動早已被當局鎖定，1949年3月底開始保密局即派人秘密監視，保密局發現非的組織雜亂且相當龐大，然而保密局並沒有即時出手，1949年12月至1950年1月間，送出重要情報六次之多，有來自國防部蘇藝林中校取得的軍情，主要係台灣兵力布置、舟山及海南島的防衛方案，為中共軍隊攻打海南島和舟山群島的戰鬥部署，提供重要依據。
1950年2月4日蕭明華在住處遭逮捕，以取下窗台竹竿掛的旗袍為信，通知非儘快逃跑，非將文件移藏《國語日報》嚴明森處，本人則潛逃花蓮孫玉林處。透過賄賂台灣東部防守司令部少校參謀白靜寅取得諜報人員證件，3月16日以軍眷名義，冒領出境證搭滬廣輪離台，4月2日離定海赴滬轉北平。將重要資料上交組織，大大的幫助了中共發動海南島戰役 。
蕭明華受非案件影響遭判處死刑，同案吳國祥、周哲夫、鄭福春皆因讀書會受牽連，1950年11月8日槍決於馬場町，臨刑前蕭明華掙脫陷阱高呼口號中彈身亡。而非服務的國語日報社嚴明森、馬學樅，軍方的蘇藝林、安學林、田子彬、葛仲卿，非逃亡時所辦假證件牽連白靜寅及藏匿孫玉林處，牽連周一粟、林振成、簡桂生、劉維，另外于非的學生譚興坦，及發展的組織牽連、凱、張慶、余熙、徐毅、李學驊，全部判處死刑，1951年6月29日槍決於馬場町。

## 紀念
蕭明華死後，遺體由嫂嫂與梁御香及摯友廖蔚卿領回火化，蕭明華遺書死後留在台灣。多年之後臺靜農寫了一首詩，廖蔚卿教授說這是臺老師寫來紀念他的學生蕭明華。 
忽驚三十年前事，秋雨秋風壯士魂。 
1982年9月16日，蕭明華遺骨迎回大陸，中共中央調查部舉辦隆重追思典禮，安放北京八寶山革命公墓追認為革命烈士，墓碑後方刻上「歸來兮」三字。